# Димитров, Дарко
Дарко Димитров (макед. Дарко Димитров, род. 21 января 1973 года в г. Скопье, Социалистическая Республика Македония, Социалистическая Федеративная Республика Югославия) — северомакедонский продюсер, автор песен и аранжировщик. Высоко оцененный за возрождение югославской мейнстримной поп-музыки, которая также оказала влияние на окружающие балканские страны, он также получил международное признание за работу со многими популярными зарубежными артистами.

## Биография

### Карьера
Дарко Димитров родился 21 января 1973 года в г. Скопье, Социалистическая Республика Македония, Социалистическая Федеративная Республика Югославия. Его отец, Ставе Димитров, был известным певцом и композитор. Его семья имеет музыкальную историю, его дед, Благоя Петров Карагюле, был фолк- и оперным певцом. Дарко Димитров окончил Музыкальную академию в Скопье и работает в своей семейной студии звукозаписи под названием «Studio Dimitrovi» вместе со своим отцом и братом Оливером, который известен тем, что продюсировал дебютный альбом ска-панк-группы Superhiks.
Одним из первых его произведений был «Otvori go Pendžerčeto», исполненное рэп-группой Nulta Pozitiv с популярной фолк-певцом Митре Митрески.
После продюсирования в основном хип-хоп и поп-рэп-ориентированных исполнителей в начале 90-х годов, Димитров стал продвигаться в поп-индустрии. С 1996 года он продюсировал он продюсировал несколько хитов, возглавляющих чарты для многих артистов стран Балканского полуострова и Турции, таких как Nokaut, Каролина Гочева, Тоше Проески, Калиопи, Елена Ристеска, Йован Йованов, Тамара Тодевска, Тияна Дапчевич, Владо Яневски, Ламбе Алабакоски, Врчак, Влатко Лозаноски, Эсма Реджепова, Майя Гроздановска-Панчева, жена Дарко Панчева, Беса, Эльхаида Дани, Гента Исмайли, Аньеза Шахини, Ледина Чело, Леонора Якупи, Росела Гжылбегу, Алтуна Сейдиу (Туна), Йонида, Веса, Ровена, Пирро Чако, Юлиана Паша, Кейси Тола, Грета Кочи, Эльвана Гьята, Аурела Гаче, Дженсила, Рафет Эль-Роман, Александра Ра́дович, Елена Томашевич, Иво Гамулин, Йована Николич, Сергей Четкович, Хари Варешанович, Эмина Яхович, Арилена Ара, Мария Шерифович, Желько Йоксимович, Eye Cue, Эдис Гёргюлю, Елена Розга, Северина, Наташа Беквалац, Анастасия Ражнатович, Анжела Перистери, Влахо, Hurricane, Lexington, Елена Китич, Лена Ковачевич, Ил Лимани, Аделина Тахири, и многих других отечественных и зарубежных звезд эстрады.
В 1999 году Димитров выпустил сборник с музыкой различных исполнителей, который он спродюсировал. Альбом 100 % Hits: The Best of Darko Dimitrov побил национальные рекорды продаж.

### Автор песен на «Евровидении»
Его песни участвовали во многих музыкальных конкурсах, таких как Skopje Fest, MakFest, Ohrid Fest, Sunčane Skale и the Budva Music Festival в Черногория, the FERAS Radio Festival в Сербии, Croatian Radio Festival, the Split Festival в Хорватии, национальный отбор Хорватии на Евровидение Dora, фестиваль Памуккале в Турции, the Golden Stag в Румынии, Kënga Magjike в Албании и конкурс песни Евровидение в 2006 году для детей с ограниченными возможностями, Детский конкурсе песни Евровидение в 2011 и 2018 годах.
Димитров является автором и продюсером песни «Ninanajna», исполненной от Северной Македонии Еленой Ристеской на конкурсе песни Евровидение 2006. Песня была исполнена на двух языках — македонском и английском и заняла 12-е место в финале с 56 баллами. Это было самое лучшее выступление Северной Македонии на конкурсе песни Евровидение за всю свою историю до 2019 года. Также он написал песню «Ne voliš je znam» («Я знаю, что ты её не любишь»), с которой Мария Шерифович открыла конкурс песни Евровидение 2008 в Белграде.
Также он принял участие на конкурсе песни Евровидение в 2013 и 2014 годах в качестве композитора для представителей Республики Македонии. В 2013 году Республику Македонию представили Влатко Лозаноски и Эсма Реджепова с песней «Pred da se razdeni» («Перед рассветом»), а в 2014 году — Тияна Дапчевич с песней «To The Sky» («В небеса»). Обе песни не смогли пройти в финал конкурса.
В 2015 году Димитров аранжировал и продюсировал песню «I'm Alive», с которой Эльхаида Дани представила Албанию на конкурсе песни Евровидение 2015. Дани заняла 17-е место в финале с 34 баллами.
В 2018 и 2019 годах Димитров в соавторстве пишет песни для участников Северной Македонии и Сербии на Евровидение. Песня «Proud», с которой Тамара Тодевска представила Северную Македонию на конкурсе песни Евровидение на 2019, занимает 7-е место с 305 баллами, что является наилучшим выступлением страны на конкурсе.
В 2019 году Дарко Димитров и Лазар Цветковский написали песню «Shaj» («Крик»), с которой Арилена Ара побеждает на Festivali i Kёngёs 58, национальном отборе Албании на конкурс песни Евровидение 2020. С англоязычным вариантом песни «Fall Rom The Sky» («Падение с небес») Арилена Ара должна была представить Албанию на конкурсе, но он был отменён в связи с пандемией COVID-19. Также для того же национального отбора Димитров написал песню для Эры Руси «Eja merre» («Иди и возьми его»), с которой она заняла 5-е место.
В 2020 году Димитров продюсировал песню «You» («Ты»), с которой василь должен был представить Северную Македонию на Евровидении-2020. В 2021 году Димитров написал песню «Loco Loco», с которой группа Hurricane представит Сербию на Евровидении-2021.
Дарко Димитров получил более 30 наград в номинациях «лучший продюсер», «лучший композитор» и «лучший аранжировщик», а его песни завоевали более 100 наград. «Proud» заняла 1-е место в голосовании жюри на Евровидении-2019 и 7-е место в общем счёте. Он был одним из основателей звукозаписывающего лейбла M2 Productions вместе с Иво Янковски и работал со многими постановками в Европе.
Песни, которые он спродюсировал, имеют в общей сложности более 500 миллионов просмотров на YouTube.
В 2024 году Дарко Димитров спродюсировал песню Грузии «Firefighter» для Нуцы Бузаладзе.

### Иные конкурсы
M2 Productions организовала несколько шоу талантов, из которых вышли несколько нынешних македонских поп-звёзд. Среди них Елена Ристеска, Ламбе Алабакоски, Александра Пилева, 4play, Эмиль Арсов, Туна, Димитрас Андроновски и Бояна Атансовска.
Как выдающийся автор песен, Дарко Димитров пользуется поддержкой Министерства культуры Северной Македонии.

## Песни на «Евровидении»
| Страна             | Год  | Песня                                     | Артист                 | Место             | Баллы             | Автор песни | Продюсер |
| ------------------ | ---- | ----------------------------------------- | ---------------------- | ----------------- | ----------------- | ----------- | -------- |
| Македония          | 2006 | «Ninanajna» (Нинанајна)                   | Елена Ристеска         | 12                | 56                | Да          | Да       |
| Македония          | 2013 | «Pred da se razdeni» (Пред да се раздени) | Esma & Lozano          | Не прошла в финал | Не прошла в финал | Да          | Да       |
| Македония          | 2014 | «To the Sky»                              | Тияна Дапчевич         | Не прошла в финал | Не прошла в финал | Да          | Да       |
| Албания            | 2015 | «I'm Alive»                               | Эльхаида Дани          | 17                | 34                | Нет         | Да       |
| Македония          | 2018 | «Lost and Found»                          | Eye Cue                | Не прошла в финал | Не прошла в финал | Да          | Да       |
| Сербия             | 2018 | «Nova deca» (Нова деца)                   | Sanja Ilić & Balkanika | 19                | 113               | Нет         | Да       |
| Северная Македония | 2019 | «Proud»                                   | Тамара Тодевска        | 7                 | 30                | Да          | Да       |
| Сербия             | 2019 | «Kruna» (Круна)                           | Невена Божович         | 18                | 89                | Нет         | Да       |
| Албания            | 2020 | «Fall from the Sky»                       | Арилена Ара            | Конкурс отменён   | Конкурс отменён   | Да          | Да       |
| Северная Македония | 2020 | «You»                                     | Василь                 | Конкурс отменён   | Конкурс отменён   | Нет         | Да       |
| Сербия             | 2021 | «Loco Loco»                               | Hurricane              | 15                | 109               | Да          | Да       |
| Грузия             | 2024 | «Firefighter»                             | Nutsa                  | 21                | 34                | Да          | Да       |